# Ero flammeola
Espèce
Synonymes
- Ero ligurica Kulczyński, 1905
- Ero ligurica lusitanica Kulczyński, 1911

Ero flammeola est une espèce d'araignées aranéomorphes de la famille des Mimetidae.

## Distribution
Cette espèce se rencontre au Portugal, en Espagne y compris aux îles Canaries, en France en Corse, en Italie y compris en Sardaigne, à Malte, en Grèce y compris à Corfou et en Crète, en Ukraine, en Russie au Caucase, en Turquie, à Chypre et en Israël,.

## Description
Le mâle mesure 2,6 mm et les femelles de 2,25 à 3,5 mm.

## Systématique et taxinomie
Cette espèce a été décrite par Simon en 1881.
Ero ligurica a été placée en synonymie par Thaler, van Harten et Knoflach en 2004.
Ero ligurica lusitanica a été placée en synonymie par Machado en 1941.

## Publication originale
- Simon, 1881 : Les arachnides de France. Paris, vol. 5, p. 1-180 (texte intégral).